# Джон Стюарт из Дарнли
Сэр Джон Стюарт из Дарнли (ок. 1380 — 12 февраля 1429, Руврэ, королевство Франция) — шотландский барон, граф д’Эврё (1427—1429), сеньор де Конкрессо (1421) и д’Обиньи (1424), констебль шотландских войск во Франции во время Столетней войны.

## Биография
Джон был сыном Александра Стюарта из Дарнли (1368—1404) и Дженет Кит, происходил из рода Стюартов из Дарнли, ветви шотландского рода Стюартов. В 1404 году он унаследовал отцовские владения, а приблизительно в 1418 году был посвящён в рыцари.
В 1418 году Карл, дофин Франции, обратился к шотландскому королю Якову I за помощью в борьбе против англичан, упомянув по имени и Джона Стюарта, и в 1419 году тот отправился во Францию вместе с военной экспедицией под началом графа Бьюкена и графа Уитгауна. К 1420 году к нему уже обращались как к констеблю шотландской армии.
В 1421 году, после одержанной победы в битве при Боже, получил во владение поместье Конкрессо в провинции Берри, а 26 марта 1424 года — поместье Обиньи-сюр-Нер. В 1427 году после победы над англичанами при Мон-Сен-Мишель Джон Стюарт был пожалован титулом графа д’Эврё.
По приказу дофина Карла принял участие в битве при Краване 1 августа 1423 года, но потерпел поражение, попал в плен и лишился глаза. Из-за пребывания в плену он не участвовал в сражении при Вернёе 17 августа 1424 года, в котором франко-шотландская армия была разбита. После выкупа, выплаченного дофином Карлом, Джон Стюарт командовал остатками шотландских войск, из которых позже была сформирована Шотландская гвардия, отряд личных телохранителей французских монархов.
Участвовал 5 сентября 1427 года в снятии английской осады с Монтаржи. В 1428 году вместе с Рено де Шартром, архиепископом Реймским, отбыл в Шотландию для набора следующей партии войск, а также для ведения переговоров о будущем браке принцессы Маргариты Стюарт с дофином Луи. Во Францию он вернулся вместе с отрядом в тысячу воинов, подоспев к осаждённому англичанами Орлеану 8 февраля 1429 года. Четыре дня спустя, 12 февраля, он погиб в битве селёдок при нападении на английский обоз под конвоем сэра Джона Фастолфа. Вместе с ним погиб и его младший брат Уильям.
Джон Стюарт был похоронен в соборе Святого Креста в Орлеане. Его шотландские владения и титулы перешли к старшему из сыновей — Алану, французские (за исключением титула графа д’Эврё) — ко второму сыну Джону.

## Семья и дети
В 1391 году женился на Элизабет Леннокс (ум. 1429), дочери Доннхада, графа Леннокса. Их дети:
- Сэр Алан Стюарт из Дарнли (ум. 1439), констебль шотландских войск во Франции (1429—1437)[3]
- Сэр Джон Стюарт[англ.] (ум. 1482), сеньор д’Обиньи[3]
- Сэр Александр Стюарт из Дарнли[3]